# Scheepsbeschuit

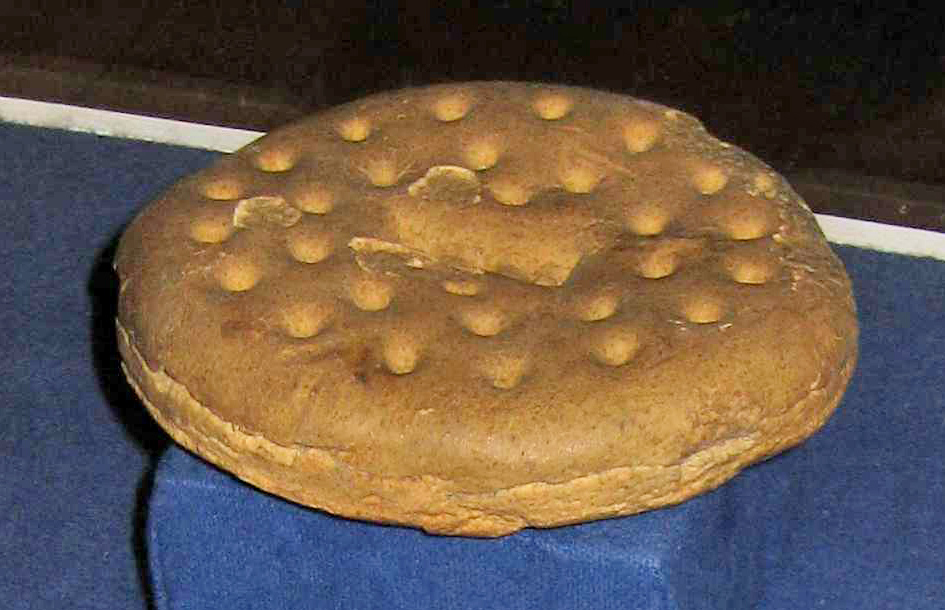
Tentoongesteld "oudste scheepsbeschuit" uit 1852.

Scheepsbeschuit, ook zeebeschuit, tweebak, zwieback of zeekaak, is een dubbelgebakken harde deegkoek die lange tijd bewaard kan worden. Ze werd vroeger dan ook vaak meegenomen als proviand op vissersschepen en de grote vaart. Zeebeschuit is in sommige vissersplaatsen bij de bakker nog steeds te koop.

## Geschiedenis
Broodbakken was op de vroegere eenvoudig ingerichte schepen geen gewoonte, zodat men was aangewezen op een houdbare vorm van brood. Het gebruik van zeebeschuit was zeer algemeen, het werd meegenomen op alle langere reizen. De vorm van zeekaak doet denken aan die van beschuit, maar daarmee houdt elke vergelijking op. Scheepsbeschuit is niet bros maar zeer stevig en hardgebakken, het moest vaak in een drank als thee of koffie worden gedoopt om gemakkelijker gekauwd te kunnen worden. Het rantsoen zeekaak werd vaak voor een week tegelijk aan de bemanning verstrekt. Het vormt ook een onderdeel van een algemeen noodrantsoen.

## Wormer en Jisp
In de plaatsen Wormer en Jisp, in de Zaanstreek ten noorden van Amsterdam, ontstond aan het begin van de zeventiende eeuw door de groei van de Vereenigde Oostindische Compagnie, de West-Indische Compagnie, de haringvisserij, de walvisvaart en de handelsvaart een groot productiecentrum van scheepsbeschuit of tweebak zoals het daar genoemd werd. Hierdoor ontstonden rond de graanmolens in de Zaanstreek, vooral in Jisp en Wormer, beschuitbakkerijen. Hier werden zeer harde koeken, scheepsbiscuit of scheepsbeschuit, uit tarwe- of roggemeel zonder gist gebakken.
 
Meer dan honderd bakkerijen telden de plaatsen en zesentwintig korenmolens waren nodig om al het meel te malen. Verder beschikte men over zeventig speciale schuiten om de zeekaak naar afnemers in Amsterdam en andere plaatsen te brengen.

## Verpakking
Scheepsbeschuit was verpakt per 100 stuks. Om kleinere eenheden te krijgen werden halve en kwart-verpakkingen gemaakt, te weten 50 en 25 stuks. In de beschuitbussen gingen altijd 25 beschuiten. Toen er vraag kwam naar een nog kleinere verpakking koos men ervoor de helft van 25 naar boven af te ronden, zo ontstond een kleinverpakking  met 13 beschuiten.